# 多奉縣
多奉縣是唐代黔州都督府琳州所屬的一個羈縻縣。其轄地在今廣西宜山縣西北龍江北岸一帶地方，是唐代招撫當地土著所設置的州縣，由其頭人任縣官。